# O Verão do Skylab
Le Skylab (prt: O Verão do Skylab; bra: O Verão do Skylab) é um filme francês de comédia que foi lançado 2011 escrito e dirigido por Julie Delpy. No Brasil, foi lançado pela Pandora Filmes em 30 de agosto de 2013.

## Sinopse
Em julho de 1979, Albertine, uma menina de dez anos e os seus parentes reúnem na casa de campo da família para celebrar o aniversário da avó. Nesse mesmo verão todos acreditam que um pedaço do Skylab -  estação espacial da NASA que se desintegrou quando sua órbita decaiu - irá cair nas suas cabeças.

## Recepção
Em sua crítica para o The Guardian, Peter Bradshaw disse que o filme tem "um fator de simpatia muito alto."